# 水瀬翔太
水瀬 翔太（みずせ しょうた、11月22日 - ）は、大阪府高槻市出身の演歌、の歌手である。身長は171cm。所属プロダクションはKMM音楽事務所、レコード会社はドリコムで、レーベルはStudioOrangeである。文学士、密教学修士。

## 来歴
- 2009年に「哀恋慕情」でデビューした。

## ディスコグラフィー

### シングル
1. 哀恋慕情（あいれんぼじょう） c/w 海師（うみし）（2009年5月7日）
2. 春待ちの宿 c/w 哀恋慕情（2014年4月5日）

## カラオケ配信
1. 哀恋慕情　JOYSOUND313833、UGA2818-45
2. 春待ちの宿　JOYSOUND314410